# Anna Wielgus
Anna Wielgus (ur. 27 października 1981) – polska lekkoatletka, tyczkarka.

## Kariera
Brązowa medalistka Światowych Igrzysk Młodzieży w Moskwie (1998) z wynikiem 3.70. Wielokrotna rekordzistka i mistrzyni kraju. W końcówce lat 90. zdominowała skok o tyczce w Polsce zdobywając regularnie tytuły mistrzyni kraju (1996, 1997 oraz 1998), a także kilka razy w roku bijąc rekordy Polski. Z czasem jednak nie miała szans w rywalizacji z Moniką Pyrek.
Podczas Mistrzostw Europy w Lekkoatletyce 1998 rozgrywanych w Budapeszcie odpadła w eliminacjach. Dwukrotnie brała udział w Mistrzostwach Świata Juniorów w Lekkoatletyce: była 7. w Annecy (1998) oraz 9. w Santiago (2000). Przez większość kariery reprezentowała AZS AWF Gdańsk.

## Rekordy życiowe
- skok o tyczce – 4,32 m (2003)
- skok o tyczce (hala) – 4,30 m (2003)
- skok o tyczce (skoki pokazowe) – 4,40 m (2003)